# Sedico
Sedico (Sédego in veneto) è un comune italiano di 10 087 abitanti della provincia di Belluno in Veneto.
Il territorio comunale si estende in parte nelle dolomiti agordine e in parte nel fondovalle della Valbelluna, dove si trova il capoluogo.
Sedico è, nell'ambito provinciale, un importante centro produttivo e commerciale.

## Geografia fisica

### Territorio
Il territorio del comune di Sedico è delimitato a:
- sud, dal fiume Piave (che lo divide dai comuni di Limana e Borgo Valbelluna);
- sud-ovest ed ovest, dalla valle del torrente Cordevole, nel tratto compreso dalla sua confluenza con il Piave (punto più meridionale del comune, al confine con il comune di Santa Giustina) fino alla frazione di Peron;
- nord-ovest, sulla sponda destra del Cordevole (dalla frazione di Peron fino a La Muda, comune de la Valle Agordina), dai Monti del Sole dove spiccano le cime del Bus del Diaol (2149 m s.l.m.), de I Feruch (2140 m s.l.m.) ed il monte Alto (2.069 m s.l.m.). Ivi si trova il punto più occidentale del comune presso Forcella Zana (1675 m s.l.m.);
- nord-est, sulla sponda sinistra del Cordevole, dal Gruppo dello Schiara dove si trovano i punti più settentrionale, rappresentato dal monte Talvena (2542 m s.l.m.), e più orientale, tra Forcella Nerville e Forcella del Marmol (2007 m s.l.m.);
- est, dalla valle del torrente Gresal che lo divide dal comune di Belluno dal monte Schiara fino alla località Vignole;
- sud-est, dai colli che tra i 300 e i 500 metri di altitudine (quota massima 510 m s.l.m. presso la chiesetta di S. Floriano) si estendono tra il torrente Cordevole (località Vignole, 350 m s.l.m.) e il fiume Piave presso la località Pasa (297 m s.l.m.).

La distanza in linea d'aria tra il punto più settentrionale (monte Talvena) e quello più meridionale (immissione del Cordevole nella Piave) è di circa 22 km, mentre tra il punto più a est (Forcella Zana) e quello più a ovest vi sono circa 11 km.
Il 65% della superficie (59,79 km²), che corrisponde alla parte settentrionale del comune, è compreso dal 1990 nel Parco Nazionale delle Dolomiti Bellunesi. Nel comune di Sedico si trova la più alta cima del Parco, il Monte Schiara, che con i suoi 2.565 metri s.l.m. domina tutta la Val Belluna.
La conformazione del territorio comunale nella Parte Alta del comune è essenzialmente montuosa. La Parte Bassa del comune, che giace tra i corsi d'acqua del Cordevole e del Piave, è caratterizzata da aree collinari e pianeggianti. È qui che si sono sviluppati i maggiori centri urbani (Sedico e Bribano). L'altitudine minima del comune (275 m s.l.m.) è alla confluenza del Cordevole e nel Piave.

#### Geologia
Il comune di Sedico è zona di confine tra due zone geologiche, la Piattaforma Trentina e il Bacino Bellunese. Quest'area era situata in una zona geologicamente complessa, con intense variazioni dal punto di vista tettonico, climatico e sedimentologico.

##### Terremoti
Il 29 giugno 1401 numerosi documenti riportano un terremoto di magnitudo 4.83 scala Richter, non sono riportati danni a persone e cose.

##### Storia geologica
A partire dal Triassico Superiore (230-210 milioni d'anni fa) questa regione apparteneva ad una zona della Pangea (Gondwana), caratterizzata da un clima tropicale. In questo ambiente si formò un vasto mare basso che risentiva delle variazioni di mare, dove si depositarono calcari stratificati in grossi banchi, che subirono in seguito un'intensa dolomitizzazione (Dolomia Principale).
Durante lo smembramento della Pangea (tra il Triassico Superiore e il Giurassico Inferiore) si formarono alti strutturali e fosse tettoniche, delimitati da faglie, tra le quali la depressione detta Bacino Bellunese. La Valbelluna si trovava in una situazione di transizione tra Bacino e Piattaforma trentina: le due principali faglie che le dividono sono la Linea del Gresal e la Linea del Medone.
Il Bacino di Belluno ebbe vita relativamente breve (Hettangiano-Calloviano) dato che fu colmato dai sedimenti (valanghe sottomarine) che “scivolando” giungono dai margini della Piattaforma friulana: è il Calcare del Vajont (roccia di colore grigio-nocciola). Alla fine del Giurassico Inferiore si ebbe l'annegamento della Piattaforma Trentina, con conseguente fine dell'apporto di sedimenti. A partire dal Giurassico Superiore, la sedimentazione tornò ad essere omogenea in tutta l'area; si assistette però ad una diminuzione della velocità di sedimentazione, durante la quale si depose il Rosso Ammonitico (Oxfordiano – Titoniano, 160-150 milioni d'anni fa), caratterizzato in Valbelluna da un colore grigio, i fossili poco appariscenti e abbondante la selce rossa.
Con il Cretaceo la Piattaforma friulana ritrovò vitalità; i fanghi carbonatici e i resti degli organismi planctonici che la popolano sono spinti al largo dalle correnti e decantano sul fondo marino; ne deriva una successione fittamente stratificata di calcari chiari con abbondante selce di varie tonalità. Dall'Eocene, nella zona del sedicense comparve un mare poco profondo in cui apparati deltizi scaricavano enormi quantità di sedimenti (con alternanza tra arenarie e marne-siltiti).
Le formazioni più significative della zona si formarono nelle ere seguenti. È al Chattiano che si fa risalire l'Arenaria Glauconitica di Belluno, ricca di resti fossilizzati e di glauconite. L'Arenaria di Libano invece è da datare all'Aquitaniano-Burdigaliano ed è ricca di reperti fossili: vi si trovano resti di piante, denti di squalo, ma soprattutto resti di mammiferi marini, gli odontoceti. Dalle cave di arenaria di Libano e Tisoi, per esempio, sono stati estratti i resti di 139 individui appartenenti a 16 specie di cui 12 esclusive del bellunese. Gli scheletri dei delfinoidi bellunesi sono conservati all'Università di Padova, costituendo una delle migliori collezioni di mammiferi marini di tutta Europa.
Oggi nella zona settentrionale del comune ammiriamo una grande varietà paesaggistica: conche prative, valli ampie e profonde, pareti vaste e solari, anfratti stillicidiosi, rupi incombenti su forre, valloni, altopiani dove la natura carsica delle rocce ha permesso lo sviluppo di un paesaggio sotterraneo fatto di pozzi, fessure, sale, gallerie, abissi che penetrano nelle viscere della terra.

##### La frana del Peron
Nel comune vi è una grande frana, quella del Monte Peron, ove si riconosce la nicchia di distacco e il corpo di una grande frana, che costituisce oggi le Masiere di Vedana. Il deposito principale ha inizio dalla parete della montagna e si estende per circa 4,5 km fino alla località Roe Basse.
Uno dei fattori che sicuramente fa parte delle cause predisponenti fu la deglaciazione rapida del ghiacciaio del Cordevole (ca 20.000 anni fa) che unendosi al ghiacciaio proveniente dall'adiacente valle del Mis, confluiva nel grande ghiacciaio del Piave. Tuttavia, non si può escludere che le ultime manifestazioni franose siano avvenute anche in epoca storica: secondo Giorgio Piloni (1539-1611) un terremoto avvenuto verso il 1114 provocò una frana che seppellì il villaggio di Cordova (probabilmente sito nel comune di Sospirolo).

#### Idrografia
I principali corsi d'acqua del comune sono il fiume Piave, il torrente Cordevole e il torrente Gresal (che scorre interamente in territorio comunale).

### Clima
Il comune nelle zone abitate è caratterizzato da un clima prealpino, con inverni moderatamente rigidi ma non freddissimi (temperature che scendono molto raramente sotto i -15 °C), primavere ed autunni piovosi ed estati temperate (media estiva di 20).
Per quanto riguarda gli effetti del riscaldamento globale a livello locale, la media delle temperature medie giornaliere, nel 2012, evidenzia valori superiori alla media 1994-2011. Tali differenze risultano generalmente comprese tra i 0.4 °C e 0.8 °C per la regione Veneto, ma in particolare i valori più alti riguardano la parte centro‑meridionale della provincia di Belluno (compreso il comune di Sedico). La media delle temperature massime giornaliere, nel 2012 evidenzia valori superiori alla media 1994-2011. Tali differenze risultano generalmente comprese tra i 0 °C e 1 °C.
Di seguito sono riportati i dati con valori dal 1º gennaio 1994 al 31 dicembre 2014 registrati dalla stazione dell'Arpav sita a Sospirolo, (posizionata a quota 430 m s.l.m), e i dati con valori dal 1º giugno 2005 al 31 dicembre 2014 registrati dalla stazione dell'Arpav di Santa Giustina, a quota 279 m s.l.m (comuni adiacenti a quello di Sedico).
| Stazione meteorologica ARPAV di Sospirolo | Mesi    | Mesi    | Mesi    | Mesi    | Mesi  | Mesi  | Mesi  | Mesi  | Mesi  | Mesi    | Mesi    | Mesi   | Stagioni | Stagioni | Stagioni | Stagioni | Anno    |
| Stazione meteorologica ARPAV di Sospirolo | Gen     | Feb     | Mar     | Apr     | Mag   | Giu   | Lug   | Ago   | Set   | Ott     | Nov     | Dic    | Inv      | Pri      | Est      | Aut      | Anno    |
| ----------------------------------------- | ------- | ------- | ------- | ------- | ----- | ----- | ----- | ----- | ----- | ------- | ------- | ------ | -------- | -------- | -------- | -------- | ------- |
| T. max. media (°C)                        | 4,6     | 7,4     | 12,3    | 16,1    | 21,0  | 24,7  | 27,1  | 26,7  | 21,7  | 16,2    | 9,7     | 4,6    | 5,5      | 16,5     | 26,2     | 15,9     | 16,0    |
| T. media (°C)                             | 0,5     | 2,1     | 6,4     | 10,1    | 14,6  | 18,1  | 19,9  | 19,5  | 15,2  | 10,9    | 5,6     | 0,9    | 1,2      | 10,4     | 19,2     | 10,6     | 10,3    |
| T. min. media (°C)                        | −2,5    | −1,7    | 1,9     | 5,4     | 9,5   | 12,9  | 14,4  | 14,3  | 10,8  | 7,3     | 2,6     | −1,8   | −2,0     | 5,6      | 13,9     | 6,9      | 6,1     |
| Precipitazioni (mm)                       | 87,9    | 67,5    | 96,6    | 136,0   | 168,6 | 154,2 | 144,1 | 148,0 | 159,2 | 165,0   | 224,3   | 111,2  | 266,6    | 401,2    | 446,3    | 548,5    | 1 662,6 |
| Giorni di pioggia                         | 6       | 5       | 7       | 12      | 13    | 12    | 11    | 11    | 9     | 8       | 9       | 7      | 18       | 32       | 34       | 26       | 110     |
| Vento (direzione-m/s)                     | ONO 0,5 | ONO 0,6 | ONO 0,7 | ONO 0,7 | O 0,6 | O 0,5 | O 0,6 | O 0,5 | O 0,4 | ONO 0,4 | ONO 0,5 | NO 0,4 | 0,5      | 0,7      | 0,5      | 0,4      | 0,5     |

| Stazione meteorologica ARPAV di Santa Giustina       | Mesi   | Mesi   | Mesi   | Mesi   | Mesi   | Mesi   | Mesi   | Mesi   | Mesi   | Mesi   | Mesi   | Mesi   | Stagioni | Stagioni | Stagioni | Stagioni | Anno    |
| Stazione meteorologica ARPAV di Santa Giustina       | Gen    | Feb    | Mar    | Apr    | Mag    | Giu    | Lug    | Ago    | Set    | Ott    | Nov    | Dic    | Inv      | Pri      | Est      | Aut      | Anno    |
| ---------------------------------------------------- | ------ | ------ | ------ | ------ | ------ | ------ | ------ | ------ | ------ | ------ | ------ | ------ | -------- | -------- | -------- | -------- | ------- |
| T. max. media (°C)                                   | 5,5    | 8,7    | 13,7   | 18,2   | 22,0   | 26,3   | 28,4   | 27,3   | 23,5   | 18,0   | 11,4   | 5,6    | 6,6      | 18,0     | 27,3     | 17,6     | 17,4    |
| T. media (°C)                                        | 0,1    | 2,0    | 6,6    | 11,6   | 15,4   | 19,7   | 21,2   | 20,0   | 16,6   | 11,5   | 6,0    | 0,4    | 0,8      | 11,2     | 20,3     | 11,4     | 10,9    |
| T. min. media (°C)                                   | −3,7   | −2,9   | 0,6    | 5,3    | 9,3    | 13,8   | 14,9   | 14,0   | 11,2   | 6,7    | 1,9    | −3,4   | −3,3     | 5,1      | 14,2     | 6,6      | 5,6     |
| Precipitazioni (mm)                                  | 111,2  | 95,8   | 108,4  | 111,6  | 152,5  | 115,9  | 141,2  | 128,4  | 142,4  | 140,3  | 220,8  | 130,5  | 337,5    | 372,5    | 385,5    | 503,5    | 1 599,0 |
| Giorni di pioggia                                    | 7      | 8      | 8      | 11     | 11     | 10     | 12     | 11     | 9      | 8      | 9      | 7      | 22       | 30       | 33       | 26       | 111     |
| Umidità relativa massima media (%)                   | 97     | 97     | 97     | 98     | 99     | 99     | 99     | 99     | 99     | 99     | 98     | 98     | 97,3     | 98       | 99       | 98,7     | 98,3    |
| Umidità relativa media (%)                           | 87     | 81     | 74     | 75     | 76     | 77     | 77     | 80     | 84     | 86     | 88     | 90     | 86       | 75       | 78       | 86       | 81,3    |
| Umidità relativa minima media (%)                    | 63     | 49     | 41     | 43     | 45     | 46     | 44     | 47     | 51     | 55     | 63     | 66     | 59,3     | 43       | 45,7     | 56,3     | 51,1    |
| Radiazione solare globale media (centesimi di MJ/m²) | 141,9  | 220,0  | 370,8  | 470,7  | 579,4  | 557,7  | 661,7  | 564,4  | 407,0  | 277,9  | 151,9  | 123,2  | 485,1    | 1 420,9  | 1 783,8  | 836,8    | 4 526,6 |
| Vento (direzione-m/s)                                | NE 0,4 | NE 0,6 | NE 0,8 | NE 0,9 | NE 0,8 | NE 0,8 | NE 0,8 | NE 0,7 | NE 0,6 | NE 0,5 | NE 0,4 | NE 0,4 | 0,5      | 0,8      | 0,8      | 0,5      | 0,6     |

## Origini del nome
Il toponimo si lega al nome proprio latino Sedius, cui è stato aggiunto il suffisso -icus che indica appartenenza.

## Storia

### Preistoria
Il centinaio circa di manufatti litici in selce rinvenuti tra il 2002 e nel 2003 a Triva e dintorni, fa pensare che in quella zona tra il tardo Neolitico e l'Eneolitico (da 5.500 a 4.000 anni fa) sia esistito un insediamento, il più antico finora conosciuto del comune. Probabilmente si trattava di un villaggio di modeste dimensioni, abitato essenzialmente da un esiguo nucleo di agricoltori.
A partire dal 2003, il gruppo archeologico dell'agordino A.R.C.A. ha effettuato delle campagne di scavo in un riparo sotto la roccia  (probabilmente di antichi pastori) detta Riparo del Colaz, che era stato scoperto qualche anno prima in Val del Mus, una laterale della Val Pegolèra (sponda destra del Cordevole). Dai reperti ritrovati (essenzialmente cocci di vasi e una punta di freccia in selce) si fa risalire la frequentazione del sito già all'Età del Bronzo (XII-XI sec. a.C.).
Basandosi sui rinvenimenti effettuati nella zona di Noal (vedi monumenti), gli archeologi tendono a dimostrare l'esistenza di un insediamento risalente all'incirca a tremila anni fa (1.200 a.C. circa). Si tratta di un castelliere, ossia di villaggio fortificato in altura, forse unico nel Veneto ancora integro. È situato sulla sommità del colle "dei Mirabei", in luogo dominante la pianura e facilmente difendibile: lo testimoniano le complesse strutture murarie sovrapposte a secco, ancora ben visibili.

### Epoca romana
In epoca romana il territorio del comune, abitato certamente in alcune sue parti, era oltretutto attraversato da importanti vie di comunicazione, come la strada Feltre-Belluno che passava sull'asse Bribano-Triva-S. Fermo (l'archeologo Alessio De Bon considerò, nel 1938, che fosse parte della Via Claudia Augusta). Altre strade minori romane attraversavano le frazioni del comune di Sedico: in una di esse, nei pressi di Mas, sono stati rinvenuti qualche anno fa i resti di una torre di guardia con reperti romani (borchie militari di bronzo a margherita risalenti al I-III sec. d.C.). Infine, riguardo ai toponimi, ne sono di sicura origine romana parecchi,: quelli in "ico" ed "igo" (come Sedico) sono i più antichi e riprendono l'uso celtico della terminazione dei nomi propri, per indicare i possessori dei terreni; quelli in "ano" (come Bribàno, Longàno, Libàno) si riferiscono alla colonizzazione romana.

### Medioevo
Il periodo medievale vide Sedico con i suoi castelli al centro di contese in particolare con i Trevigiani. Vi è un episodio significativo e riportato dalle cronache del tempo: nell'aprile 1196, i Feltrini e i Bellunesi (guidati dal vescovo), giunsero al castello di Mirabello (poi Mirabei di Noal) e, dopo averlo occupato, si occuparono di quello di Landredo (attuale Landris) dove caddero molti soldati trevigiani e ben quaranta vennero fatti prigionieri. Ogni paese inoltre in generale aveva il suo signore, che viveva in una specie di casa-fortezza provvista di torre; di queste, restano poche testimonianze (a Barp, Cugnàch, Villiago e nel centro di Sedico), difficilmente riconoscibili dopo le radicali trasformazioni in seguito all'ordine di Venezia del 1421 di abbattere ogni torre nella provincia. Le famiglie nobiliari prendevano il nome dal luogo dove risiedevano; così vi erano i da Libàno, i da Pasa, i Barpi, ecc.
Lungo la via che portava dalla Pianura padana alla Germania (lungo l'asse Treviso - passo San Boldo - Sedico - Agordo - passo Valparola - Bressanone - Innsbruck), nel tratto compreso tra Roe Alte e La Muda sorsero nel XI e XII secolo ben cinque ospizi, di cui uno in comune di Sospirolo (a San Gottardo) e quattro in quello di Sedico (a Candàten, Agre, San Vigilio di Roe, Perón).
A partire dal Basso Medioevo anche gli abitanti del comune di Sedico si organizzarono in Regole, che garantivano un governo della cosa pubblica e della vita comunitaria del territorio delle frazioni. Compito della Regola era quello di provvedere alla viabilità, alla sistemazione degli argini dei torrenti, all'assegnazione di legname, dei pascoli, dei territori da sfalciare e, inoltre, provvedere ai principali bisogni della Chiesa. Il territorio del comune, fino all'arrivo di Napoleone, risulterà diviso nettamente in due, con la Parte Alta appartenente al Pedemonte e quella Bassa alla Pieve di Sedico.

### Età moderna
Durante l'epoca moderna, la dominazione della Repubblica di Venezia attraversò quasi quattro secoli di storia, dal 1404 fino alla sua caduta del 1797. È in quest'epoca che si svilupparono numerose segherie (nella zona dei Meli) che lavoravano i tronchi che discendevano dall'Agordino mediante fluitazione lungo il Cordevole. Nella Parte Alta del comune era importante l'industria delle mole, estratte nella zona tra Libano e Tisoi (comune di Belluno) e che venivano esportate in tutta Europa.

### Eta contemporanea
Con l'arrivo di Napoleone, Sedico entrò a far parte del Regno Italico, poi nel 1812 passò all'Austria ed infine nel 1866 venne annessa al Regno d'Italia.
La storia più recente del comune parla, a partire dalla seconda metà del XIX secolo e della famigerata tassa sul macinato, come per tutto il Bellunese ed il Veneto, di ondate di emigrazione verso le Americhe (Stati Uniti, Argentina e Brasile) negli anni ottanta e novanta dell'Ottocento e ancora agli inizi del Novecento. In vent'anni, tra il 1876 e il 1896, partirono 809 persone di tutte le età quando il comune contava poco più di 4.000 abitanti. Particolare è l'esistenza in Brasile di città e paesi fondati da Bellunesi, che durante la dittatura brasiliana di Getúlio Vargas cambiarono di nome (per esempio Nova Belluno in Siderópolis). Vi sono quindi numerosi discendenti bellunesi provenienti anche dal comune di Sedico: per esempio il cognome Pavei, tipicamente sedicense, è molto diffuso nello stato di Santa Catarina (Gianni De Vecchi, storico locale, numera in più 2000 i discendenti diretti). La memoria di queste emigrazioni si sta recuperando grazie a gemellaggi tra comuni bellunesi e brasiliani iniziati a partire dagli anni ottanta-novanta. Per il momento Sedico non ha ancora stretto patti d'amicizia con alcuna città brasiliana.
Nella prima guerra mondiale il territorio del Comune è "retrovia". Basti citare le baracche che fra Landris e Seghe di Villa erano adibite alla lavorazione di corde per i militari, o il parco macchine dell'esercito in Villa Miari. A Villa Patt si insedia il Comando della 4ª Armata e a Bribano, nelle scuole Elementari, c'è l'ospedale. Dopo la disfatta di Caporetto, Sedico venne a trovarsi in zona austriaca fino alla fine del conflitto.
Dopo il Biennio rosso, anche a Sedico il fascismo prese il sopravvento. Tra lunedì 6 e martedì 7 novembre 1922 il municipio fu occupato da squadristi che costrinsero l'amministrazione socialista guidata dal sindaco Luigi Cavallini, liberamente eletta nelle elezioni 1920, a dimettersi. Durante l'epoca fascista, nonostante la dittatura e la crisi economica post 1929, sorgono in paese alcune istituzioni come la casa di riposo, la scuola di Libano, gli asili Bribano e Sedico e la ferrovia Bribano - Agordo.
Durante la Seconda Guerra Mondiale dopo l'8 settembre 1943 la provincia di Belluno, insieme all'Alto Adige ed il Trentino, fu occupata da parte dei nazisti nella Operationszone Alpenvorland - Zona di operazioni delle Prealpi, appendice del Terzo Reich, sotto il comando del Gauleiter Franz Hofer. Numerose furono le bande di partigiani che si scontrarono con l'esercito tedesco e con il "Corpo di Sicurezza Bellunese" (CSB) e che in comune di Sedico spesso trovarono rifugio nelle montagne come la Pala Alta. Da ricordare inoltre che Bribano fu in larga parte bombardata dagli aerei alleati che cercavano di distruggere il ponte sul Cordevole per tagliare la ritirata all'esercito tedesco.

### Il secondo dopoguerra
A partire dagli anni sessanta, mentre il capoluogo e gli altri paesi del comune cambiavano volto, ebbe inizio l'industrializzazione con l'insediamento della "Filatura Bellunese" a Landrìs (1961), e della Pirelli a Sedico (1964), stabilimenti entrambi scomparsi. Due catastrofi segnarono quegli anni: il disastro del Vajont (9 ottobre 1963), con i suoi morti recuperati lungo il Piave e sistemati nelle chiese del comune, e l'alluvione del 4 novembre 1966, che sconvolse anche il territorio comunale.

### Sedico ai giorni nostri
Durante il Novecento Sedico, da comune basato prettamente su attività agricole e sul commercio del legname, è diventata una realtà industriale importante a livello locale. Questo sviluppo, avviato a partire dagli anni ottanta, è stato possibile grazie alla posizione strategica lungo l'asse Belluno-Feltre e Sedico-Agordo. Sul territorio vi si sono stabilite piccole e medie industrie come la Luxottica. L'ampia offerta di lavoro ha portato a fenomeni di emigrazione interna da comuni di montagna della provincia, portando anche un notevole incremento demografico e una conseguente espansione edilizia sul territorio.

### Simboli
Lo stemma del comune rappresenta in campo azzurro due lame di sega d'argento, poste in sbarra. Esse sono simbolo delle numerose segherie che in epoca veneziana e nell'Ottocento si trovano essenzialmente in zona i Meli, che lavoravano i tronchi che discendevano lungo il Cordevole dall'Agordino mediante fluitazione.
Il gonfalone è un drappo tagliato di azzurro e di bianco.

## Monumenti e luoghi d'interesse

### Architetture religiose
- Chiesa di Santa Maria Annunziata (Sedico)

Inaugurata il 7 ottobre 1939, a pianta latina e divisa in tre navate, conserva opere di Francesco Vecellio e di Andrea Brustolon.
- Chiesetta di San Pietro in Corona (Sedico)

Edificio di antica fondazione, forse in epoca longobarda (anteriore all'800 d.C.). La tradizione vuole che sia la prima chiesa cristiana edificata nella zona e che sorgesse sul tracciato di una vecchia strada romana. La facciata è sormontata da un piccolo campanile a vela e sopra la porta vi è una lapide con la scritta: «S. P. 1700». La pala d'altare rappresenta l'immagine della Vergine col Bambino e San Pietro e Paolo. L'interno, anticamente affrescato, è oggi intonacato. 
- Chiesa di San Nicolò (Bribanet)

Già monumento nazionale, consacrato nel 1502, fu costruito dai fratelli Buzzatti. La chiesetta è dedicata a San Nicolò, patrono di zattieri e menadàs, dato che Bribano fu per qualche secolo importante centro per la lavorazione del legname, e a San Rocco, protettore contro la peste che periodicamente ne flagellava il territorio. Il piccolo edificio si compone di un'aula a pianta quasi quadrata che si apre in un'abside poligonale. La copertura è voltata e diventa ricca nella zona absidale dove realizza una volta ad ombrello con nervature rosso mattone. Sopra l'altare si trova un medaglione con la mano benedicente in rilievo. La facciata è "a capanna" e si conclude con un elegante fastigio in cotto: questo materiale realizza la definizione architettonica dell'esterno della chiesetta, che ritmano la superficie delle pareti, e il coronamento del breve sporto. Sempre con elementi di laterizio sono realizzati la zoccolatura di base, il bordo del rosone frontale e la cornice a dentelli alternati che contorna l'ingresso. L'edificio ospita una pala con trittico di Giovanni Agostino da Lodi.

### Architetture civili
Ville venete
Il comune presenta una totalità di 12 ville venete tutelate dall'Istituto Regionale Ville Venete (IRVV). Tra queste figurano:

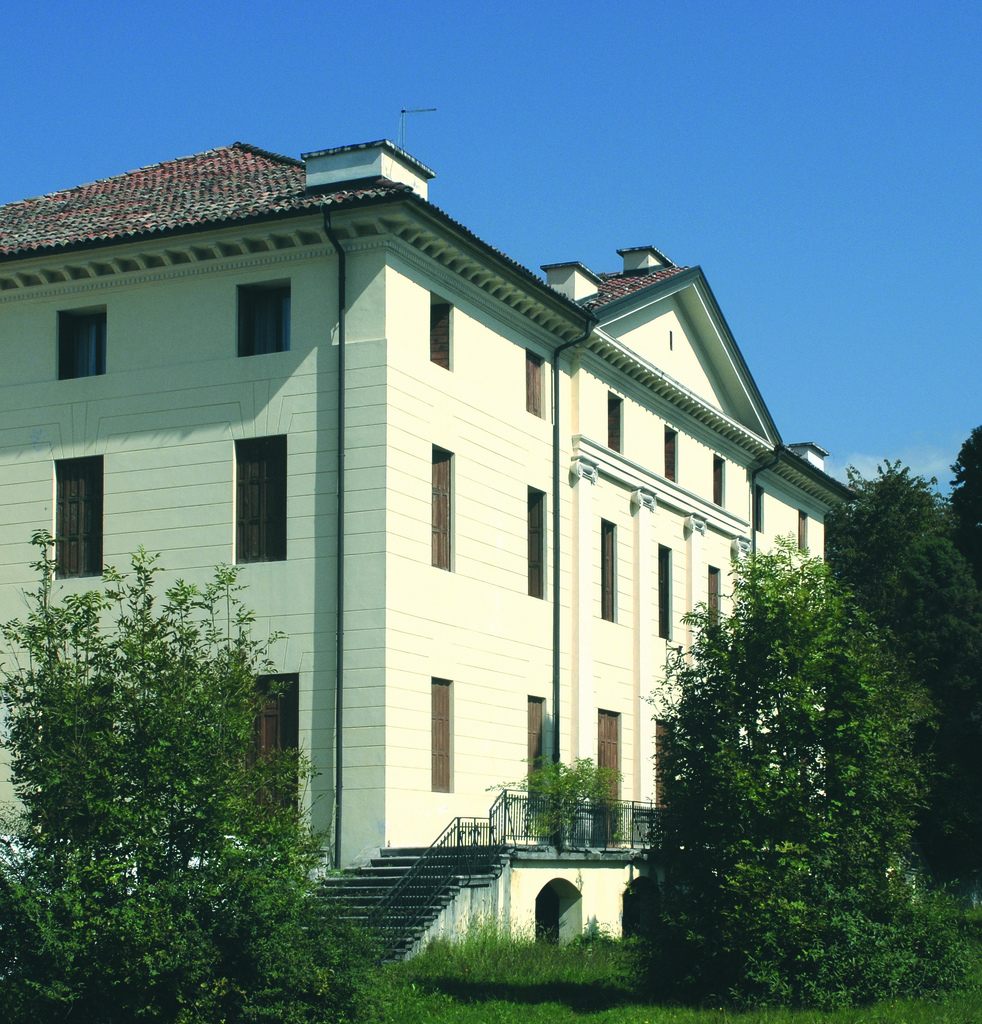
Villa De Manzoni ai Patt

- Villa Crotta (Poiane) - Fu costruita a fine Cinquecento, ampliando una umile stazione di posta quattrocentesca, per il mercante lombardo Francesco Crotta, commerciante di granaglie e concessionario di tutte le miniere della Val Imperina. Si tratta di un complesso costituito da un oratorio e da un volume ad "L", a sua volta formato da due distinti corpi di fabbrica, quello del corpo padronale a tre livelli e quello più basso degli annessi rustici. Dopo il declino dei Crotta agli inizi dell'800, fu abitata dalle famiglie Pante, Agosti, Gritti, dal compositore Antonio Miari che vi morì, finché nel 1847 fu acquistata da Andrea Segato, fratello del più famoso Gerolamo.
- Villa De Manzoni ai Patt (Sedico) - progettata e realizzata nell'Ottocento dall'architetto Giuseppe Jappelli e decorata dal pittore Giovanni De Min (grande e celebratissimo affresco La lotta delle Spartane,1836-37[24]), si trova in zona panoramica a sud-ovest del capoluogo. Complesso costituito da una residenza padronale, di pianta rettangolare e a sette assi di aperture e alle cui estremità sono annesse tre ali di servizio più basse e allungate, da una barchessa ad andamento ad "L" e da un oratorio. È contornato da rustici e alla villa vi si accede attraverso una strada alberata.
- Villa Miari (Cugnach) - datata del 1464, gran parte degli elementi architettonici e strutturali le danno un'impronta seicentesca. Si tratta di un complesso costituito dal corpo padronale rettangolare a due livelli, da una parallela, ma distaccata, ala di servizio e da un oratorio. All'interno ci sono affreschi dell'Ottocento appartenenti ad Ippolito Caffi raffiguranti una Veduta di Costantinopoli, una Veduta di Atene con l'Acropoli, una Veduta di città sul mare con mulino a vento e un Paesaggio egiziano con sfinge e carovana.
- Villa Miari-Bentivoglio (Landris) - edificio del 1742, si affaccia sulla piazzetta del paese. Complesso costituito dal corpo padronale di volumetria cubica e compatta, su tre livelli e con parte centrale più alta timpanata, dagli adiacenti annessi rustici sul retro e da due giardini. All'interno conserva affreschi attribuiti a Girolamo Moech.
- Villa Miari-Giacomini (Landris) - ha una storia antica che affonda le proprie radici nel Quattrocento, ma negli anni venti del Novecento fu rifatta in alcune sue parti. Si tratta di un complesso costituito dal corpo padronale compatto a forma rettangolare, con due livelli fuori terra e uno parzialmente interrato, da una bassa ala residenziale di corpi di fabbrica eterogenei e da un rustico ad est.
- Villa Pagani-Giacomini (Carmegn) - datata al XVIII secolo, si tratta di un complesso costituito da diversi corpi di fabbrica disposti longitudinalmente su due livelli, la cui porzione maggiormente importante è costituita dal corpo padronale, costituito da due sezioni laterali su due livelli e una centrale su tre, il tutto fronteggiante un vasto giardino.
- Villa Rudio (Landris) - edificio seicentesco, domina il piccolo abitato di Landris. Costituito dall'antico corpo delle scuderie a due livelli conformato ad "L" e dal corpo padronale a pianta quadrata, vi si accede tramite un'ampia scalinata. Una delle sale al piano nobile è decorata con pitture di soggetto mitologico e storico: sul soffitto si può ammirare un Genio alato, alle pareti scene con Il convito di Nabucodonosor, Aurora e Venere e Didone sul rogo.
- Villa Zuppani (Pasa) - notevole complesso d'origine cinquecentesco, in cattivo stato di conservazione, presenta un grande timpano che allunga la facciata verso l'alto. Alcune stanze furono affrescate dal pittore bellunese Girolamo Moech.

Altri edifici
- Rifugio Bianchet - sorge a 1250 m s.l.m. nella parte superiore della Val Vescovà, con vista sulla parete nord-ovest dello Schiara.
- Ex ospizio di Candaten - il primo documento scritto che ne attesta l'esistenza è datato 1208, anno in cui Pilone Nosadani ne fa vendita ai canonici di Belluno. La località era una tappa importante lungo il percorso che risaliva il Cordevole verso il Passo San Pellegrino e la Germania[25].

### Siti archeologici
- Complesso archeologico di Noal (vicino a Sedico) - zona strategica in quanto in posizione sopraelevata, alla confluenza della Val Belluna con la Valle del Cordevole[26]. Studi e scoperte dimostrano l'esistenza di insediamenti paleoveneti risalenti all'incirca a 3000 anni fa. Come afferma la Sovraintendenza Archeologica per il Veneto infatti, in questa zona era presente un villaggio fortificato (o castelliere) tra la fine dell'età del bronzo recente e gli inizi del bronzo finale (XII-XI secolo a.C.). Il carattere difensivo del castelliere protostorico dopo un lungo periodo di abbandono viene confermato anche per l'età medievale. Dopo un lungo periodo di abbandono, il sito dei Mirabei di Noal riacquisterà la sua funzione strategica e difensiva in età Medievale (VIII-XII secolo d.C.), quando sulla sommità di due rilievi dell'età del ferro saranno erette strutture difensive con basamento in materiali lapidei legati con malta ed elevato in strutture di legno[27].
- Riparo del Colaz, in Val del Mus - si tratta di un riparo sotto la roccia, probabilmente di antichi pastori, in cui i più antichi reperti sono stati datati all'Età del Bronzo.

### Aree naturali
Il Parco Nazionale delle Dolomiti Bellunesi comprende nella parte nord-occidentale del territorio comunale i Monti del Sole (circa metà in Comune di Sedico) e in quello nord-orientale il Gruppo dello Schiara con la caratteristica Gusèla. Le vette più importanti e caratteristiche del comune sono:
- Monte Schiara (2.565 m s.l.m.), la cui cima si raggiunge classicamente attraverso le vie ferrate Zacchi e Berti
- Monte Talvena (2.542 m s.l.m.), punto più settentrionale del comune di Sedico
- Cima del Burel (2.281 m s.l.m.), conosciuta in ambito alpinistico per le numerose vie alpinistiche tracciate a partire dal 1967
- Cima Bus del Diaol (2149 m s.l.m.) sui Monti del Sole[28];
- I Feruch (2140 m s.l.m.) sui Monti del Sole[29];
- Cima Nerville (2076 m s.l.m.)
- Cime De I Pez (2075 m s.l.m.)
- Monte Alto (2.069 m s.l.m.) sui Monti del Sole;
- Le Stornade (2029 m s.l.m.) sui Monti del Sole;
- Pala Alta (1933 m s.l.m.)
- Pala Bassa (1862 m s.l.m.)
- Monte Peron (1.486 m s.l.m.), la cui croce è visibile dal fondovalle.

All'interno del Parco, la zona di Candaten, al lato del Cordevole tra le località La Stanga e Peron, è inoltre attrezzata con area picnic e un'area sosta camper.

## Società

### Evoluzione demografica
Abitanti censiti

Il comune di Sedico risulta una delle aree più abitate della provincia di Belluno, essendo quarto per popolazione, e nono per densità di popolazione.

### Etnie e minoranze straniere
Al 31 dicembre 2017 gli stranieri residenti nel comune sono 605, ovvero il 5,98% della popolazione. Di seguito sono riportati i gruppi più consistenti:
- Romania - 148
- Ucraina - 63
- Albania - 58
- Marocco - 51
- Cina - 43
- Kosovo - 34
- Moldavia - 27
- Bosnia ed Erzegovina - 25
- Camerun - 20

### Lingue e dialetti
La lingua parlata nel comune è l'italiano. Accanto ad essa, il dialetto bellunese è allo stesso tempo ben praticato in tutto il comune a tal punto che la comunicazione orale (soprattutto informale) è spesso caratterizzata da una parlata che mescola alla sintassi (in italiano) numerosi termini del dialetto locale.

### Religione
Il comune fa parte della diocesi di Belluno-Feltre; vi hanno sede cinque parrocchie (Sedico, Bribano, Roe, Mas-Peron, Libano).

### Tradizioni e folclore
Il rolo è un gioco quaresimale e pasquale tipico di Sedico e comuni limitrofi. Muniti di un uovo sodo colorato, bisogna farlo rotolare sulla pista di gioco (costituita da un'asse di legno e da sabbia fina), per cercare di vincere le monete ivi sparse (toccandole con l'uovo) o colpire l'uovo degli altri concorrenti per guadagnare le loro monete vinte e altresì la possibilità di un nuovo lancio.

### Istituzioni, enti e associazioni

#### Istituzioni
Villa De Manzoni ai Patt è sede di rappresentanza dell'Amministrazione Provinciale di Belluno.

##### Enti
Il Parco Nazionale delle Dolomiti Bellunesi ha un comando presso Candaten affidato al Coordinamento territoriale per l'Ambiente del Corpo Forestale dello Stato.

##### Associazioni
Accanto alle numerose realtà presenti nel comune in differenti ambiti (sport, volontariato, scautismo, motori, musica, danza, terza età, comitati sagre, protezione civile) è da citare la Proloco di Sedico, associazione di volontariato che conta oltre 200 soci.

## Cultura

### Istruzione

#### Biblioteche
La biblioteca civica di Sedico, aperta nel 1982, contiene oltre 13.000 volumi e 150 film in formati diversi. Con una superficie di oltre 180 m², ospita raccolte ed oltre 40 posti a sedere per lo studio e la consultazione. Vi è una sala conferenze con capienza di 100 posti a sedere, utilizzata per spettacoli, incontri e conferenze. La Biblioteca inoltre promuove conferenze, incontri, dibattiti, mostre, spettacoli, laboratori ed altre attività culturali.

#### Scuole
In comune sono presenti tre scuole dell'Infanzia comunali (Sedico, Libano e Roe) ed una privata (Bribano), tre scuole elementari (Sedico, Libano e Bribano), una scuola secondaria di 1° grado (Sedico). Vi sono anche due scuole professionali, la Scuola del legno e la Scuola Edile C.F.P.M.E. (entrambe ubicate a Sedico).

#### Musei
Il museo storico del 7º Reggimento Alpini è ospitato nella struttura di Villa De Manzoni ai Patt.

### Teatro
I Sedegot è una compagnia di teatro amatoriale sorta nel 1978, nell'ambito del CTG di Sedico.

### Musica
- Corpo Musicale Comunale di Sedico, fondato nel 1902 con il nome di Società Filarmonica[44]
- Coro San Giorgio, con sede a Libano[45]
- Coro Monti del Sole, nato nel 1971[46]

### Cucina
- Il Fagiolo di Lamon è un legume DOP e IGP caratteristico di tutta la Valbelluna. Anche se la zona di produzione della semente è limitata all'altopiano di Lamon e Sovramonte, la sua produzione riguarda molti comuni del Feltrino e del Bellunese, ivi compreso quello di Sedico[47].
- Il pastin, inserito nella lista dei prodotti agroalimentari tradizionali italiani, è una pietanza della Valbelluna a base di carne di suino tritata piuttosto grossolanamente. È servita tradizionalmente nelle sagre paesane, come quella dei Per di Bribano, insieme alla polenta o all'interno di un panino con il formaggio alla piastra.
- Il salame bellunese, preparato generalmente con carni miste di suino e bovino, insieme ad un'alta percentuale (tra il 20% e il 25%) di lardo di suino. Nel comune vi sono ancora gruppi di famiglie e/o amici che ogni anno, tra Natale e Capodanno, si ritrovano per confezionare dei salami artigianali casalinghi che saranno consumati tra marzo e luglio[48].
- Lo schiz, formaggio fresco realizzato dalla cagliata del latte bovino appena munto, generalmente cucinato alla piastra o in padella[49].
- Il Gresal, formaggio a pasta semicotta di latte bovino, si consuma fresco (30-50 giorni) o mezzano (70-90). La denominazione prende nome dall'omonimo torrente che scorre in prossimità della Latteria cooperativa di Sedico[50].

### Eventi
- Carnevale di Sedico (evento invernale), organizzato dalla Pro Loco Sedico.[51]
- Dona 1 Sorriso (evento estivo), organizzato nella parte alta del comune di Sedico. La manifestazione ad esclusivo scopo benefico partita nel 2005 si fa proponitrice di raccolte fondi per aiutare e sostenere principalmente bambini e famiglie ed associazioni che operano nel volontariato sociale.
- Sagra dei Per, in onore di San Giacomo, è una storica festa estiva[52]. Si protrae dal secondo fine settimana all'ultimo weekend di luglio.
- Mostra mercato prodotti agricoli e lattiero caseari (fine settembre), giunta alla 35ª edizione nel 2014. Scopo dell'iniziativa è quello di far conoscere e valorizzare le produzioni agricole tipiche di montagna.[53]

## Geografia antropica

### Suddivisioni storiche
Il comune è storicamente suddiviso nella Parte Alta (frazioni di Mas, Peron, La Stanga, Casoni, Bolago, Libano e Barp) e la Parte Bassa (Roe, Sedico, Bribano e frazioni minori). Visivamente sulla carta geografica, le due parti sono ben separate dalla stretta linea che le collega in zona Vignole nella parte centrale del territorio comunale.

### Frazioni
Barp, Bolago, Boscon, Bribano, Carmegn, Casoni, Cugnach, Gresal, Landris, Libano, Longano, Maieran, Mas, Meli, Noal, Pasa, Peron, Poian, Prapavei, Roe Alte, Roe Basse, Roncada, Seghe di Villa, Sommaval, La Stanga, Triva, Vignole, Villa, Villiago.

#### Altre località del territorio
Bribanet (tra Bribano e la confluenza del Cordevole con la Piave), Campagnola (tra le Roe Alte e Landris), Candaten (tra Peron e La Stanga), Case Sparse (tra Bolago e Mas), i Comui (tra Sommaval e Peron), Fraina e Pian dei Castaldi (a nord di Barp), Suppiei (tra Vignole e le Roe Alte).

## Economia
L'economia del comune è basata prevalentemente sull'industria, sull'artigianato e sul commercio.
Secondo una studio del CCIAA Belluno, l'attività nel comune nel 2007 era così suddivisa: 
- Agricoltura (12,1%) - Piccole attività agricole sono presenti in tutto il territorio comunale, soprattutto per la coltivazione di mais. È presente in località Villiago un'azienda Pilota e Dimostrativa dell'Azienda Regionale Veneto Agricoltura.
- Industria (17,3%) - Nel comune di Sedico hanno sede due dei maggiori stabilimenti del gruppo Luxottica, leader mondiale nel settore dell'occhialeria, con oltre mille dipendenti, oltre a differenti aziende site sull'asse Sedico-Bribano (come la Surfrigo nel campo della refigerazione). Nella lavorazione del legno Sedico è senza dubbio leader provinciale con una quarantina di aziende e circa trecento addetti nel settore.
- Costruzione (14,5%) - Sono presenti varie aziende edili di piccole e medie dimensioni.
- Terziario (49,2%) - L'offerta è concentrata soprattutto per la Parte Bassa nel centro di Sedico e di Bribano, per la Parte Alta a Mas.
- Servizi pubblici e altro (6,9%) - Oltre al comune, a Sedico vi è una sede dell'ULSS1 Dolomiti e una casa di riposo.
- Turismo  - Piuttosto marginale, le poche strutture ricettive e la presenza di turisti sono legate assenzialmente al Parco delle Dolomiti Bellunesi.

## Infrastrutture e trasporti

### Strade
- Strada statale 50 del Grappa e del Passo Rolle (SS 50), sull'asse Belluno-Feltre.
- Strada regionale 203 Agordina (SR 203), già strada statale 203 Agordina, collega Sedico con Agordo e l'Agordino.
- Strada regionale 204 (SR 204), che collega Mas a Belluno.
- Strada provinciale 635 del Passo di San Boldo (SP 635), già strada statale 635 del Passo di San Boldo, collega Sedico con Trichiana e la Marca.

### Ferrovie
Stazione di Sedico-Bribano, inaugurata il 10 novembre 1886, è servita dai treni regionali che collegano Padova a Belluno. La tratta Bribano-Agordo fu in funzione tra il 1925 e il 1955.

### Mobilità urbana
Varie linee extraurbane di corriere dell'azienda Dolomitibus servono il territorio comunale sulle tratte:
- Agordo-Mas-Sedico-Feltre
- Belluno-Mas-Agordo
- Belluno-Barp-Mas
- Belluno-Sedico-Feltre
- Mas-Trichiana

Trenitalia serve la stazione di Sedico-Bribano grazie ai treni regionali della tratta Padova-Montebelluna-Feltre-Belluno.

## Amministrazione
Il comune di Sedico è stato retto ininterrottamente per tutto il secondo dopoguerra da sindaci legati alla Democrazia Cristiana e nella Seconda Repubblica da liste civiche legate al centro-destra. Alla elezioni del 2014 l'attuale sindaco Stefano Deon, a capo di una lista civica di centro-sinistra (Progetto per Sedico), ha invertito la tendenza essendo stato eletto con il 39,06% di preferenze.
Di seguito è riportata la lista dei sindaci a partire dall'anno 1985:
| Periodo        | Periodo        | Primo cittadino  | Partito                                                | Carica      | Note                                                                 |
| -------------- | -------------- | ---------------- | ------------------------------------------------------ | ----------- | -------------------------------------------------------------------- |
| 1º agosto 1985 | 21 giugno 1990 | Sergio De Cian   | Democrazia Cristiana                                   | Sindaco     | Secondo mandato                                                      |
| 21 giugno 1990 | 24 aprile 1995 | Sergio De Cian   | Democrazia Cristiana                                   | Sindaco     | Terzo mandato                                                        |
| 24 aprile 1995 | 13 giugno 1999 | Sergio De Cian   | lista civica                                           | Sindaco     | Quarto mandato                                                       |
| 13 giugno 1999 | 12 giugno 2004 | Sergio De Cian   | lista civica (centro-destra)                           | Sindaco     | Quinto mandato                                                       |
| 12 giugno 2004 | 8 giugno 2009  | Giovanni Piccoli | lista civica Cittadini al centro (centro-destra)       | Sindaco     | Primo mandato - già assessore e vice-sindaco nelle giunte precedenti |
| 8 giugno 2009  | 9 aprile 2013  | Giovanni Piccoli | lista civica Cittadini al centro (centro-destra)       | Sindaco     | Secondo mandato                                                      |
| 9 aprile 2013  | 26 maggio 2014 | Roberto Maraga   | lista civica Cittadini al centro (centro-destra)       | Vicesindaco | In sostituzione del sindaco Piccoli eletto senatore della Repubblica |
| 26 maggio 2014 | 27 maggio 2019 | Stefano Deon     | lista civica Progetto per Sedico (centro-sinistra)     | Sindaco     | Primo mandato                                                        |
| 27 maggio 2019 | 10 giugno 2024 | Stefano Deon     | lista civica Progetto per Sedico (centro-sinistra)     | Sindaco     | Secondo mandato                                                      |
| 10 giugno 2024 | in carica      | Christian Roldo  | lista civica Per Sedico idea in comune (centro-destra) | Sindaco     | Primo mandato                                                        |

### Altre informazioni amministrative
Nel capoluogo di Sedico ha sede l'Unione montana Val Belluna, che comprende, oltre al comune di Sedico, quelli di Borgo Valbelluna, Limana e Sospirolo.

## Sport
Le principali attività sportive svolte nel comune sono legate essenzialmente al calcio maschile. La squadra più rappresentativa era l'Union San Giorgio Sedico (nata dalla fusione del 2013 delle squadre di Sedico e della San Giorgio di Libano) che giunse fino alla Serie D per poi fondersi con Belluno e Union Feltre, dando origine alla Dolomiti Bellunesi, società che ha mantenuto a Sedico parte delle proprie attività.
Tennis, atletica, ciclismo, calcio a 5, basket e pallavolo sono altri sport praticati nel comune grazie alla presenza di gruppi sportivi e strutture dedicate.

### Impianti sportivi
- Palazzetto dello Sport "PalaRicolt" di Sedico - Impianto polifunzionale, concepito per grandi eventi, con capienza di 2500 posti a sedere[60]
- Stadio comunale di Sedico[61]